# كاتسوكاوا شونشو

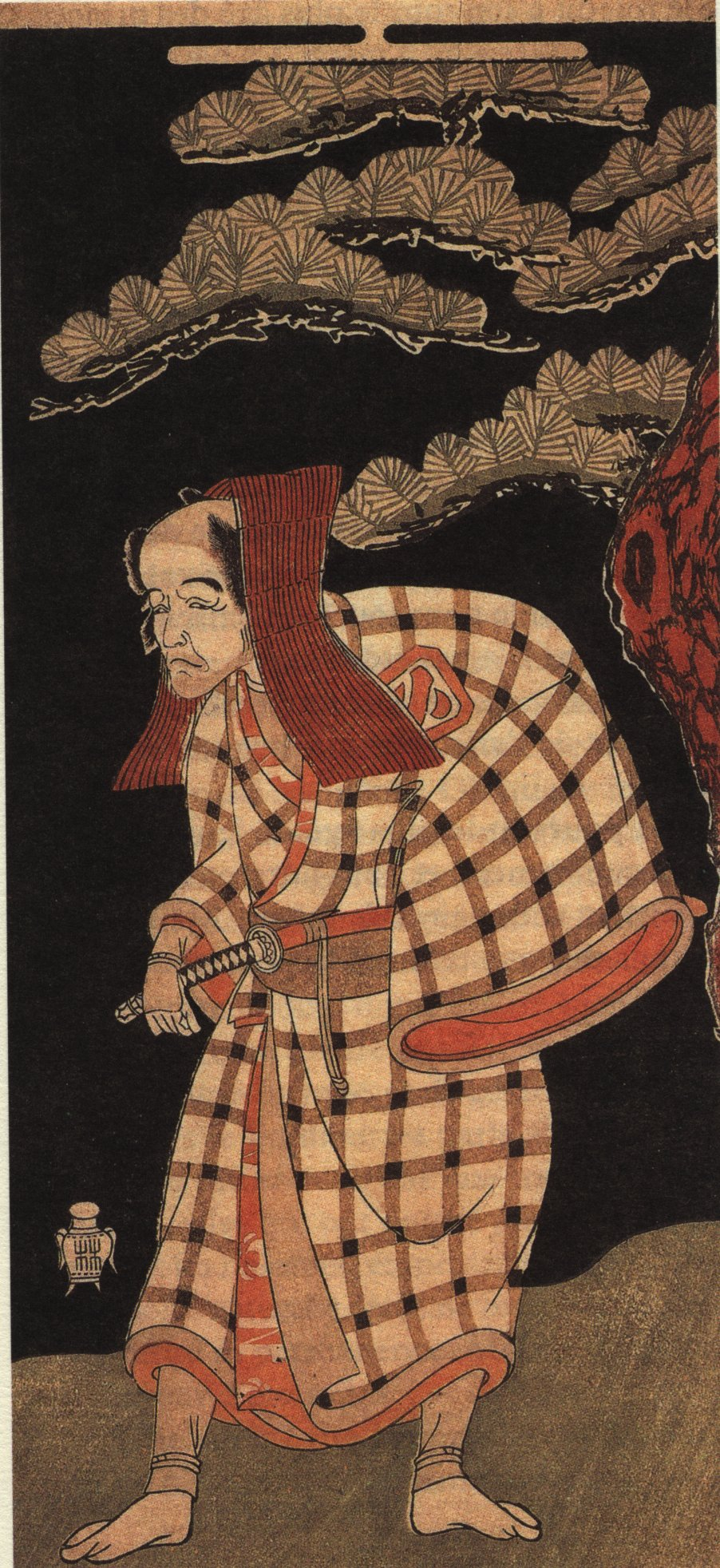
ممثل كابوكي, من قبل كاتسوكاوا شونشو

كاتسوكاوا شونشو (اليابانية: 勝 川 春 章 ؛ 1726 - 19 يناير 1793) رسام ياباني وصانع مطبوعات بأسلوب أوكييو-إه ، والفنان الرائد في مدرسة كاتسوكاوا. درس شونشو تحت مياغاوا شونسوي ، طلاب مياغاوا شونسوي ، كلاهما فنانو أوكييو-إه ذائع الصيت والموهوبين. اشتهر شونشو بتقديمها شكلاً جديدًا من ياكساي-إه ، وهي مطبوعات تصور ممثلي الكابوكي. ومع ذلك ، قال بعض العلماء [من؟] لوحاته الكبيرة (صور النساء الجميلات) ، على الرغم من أنها أقل شهرة ، لتكون «الأفضل في النصف الثاني من القرن 18».

## روابط خارجية
- كاتسوكاوا شونشو على موقع الموسوعة البريطانية (الإنجليزية)
- كاتسوكاوا شونشو على موقع ميوزك برينز (الإنجليزية)